# Lasar Aronowitsch Ljusternik
Lasar Aronowitsch Ljusternik (russisch Лазарь Аронович Люстерник; * 19. Dezemberjul. / 31. Dezember 1899greg. in Zduńska Wola; † 23. Juli 1981 in Moskau) war ein sowjetischer Mathematiker, der sich mit Topologie, Differentialgeometrie und Geometrie beschäftigte.

## Leben und Wirken
Ljusternik wurde 1926 an der Lomonossow-Universität in Moskau bei Nikolai Lusin über direkte Methoden in der Variationsrechnung promoviert.
Ljusternik wandte mit Lew Schnirelmann Ende der 1920er Jahre Variationsmethoden in der Differentialgeometrie und Topologie an, womit sie unter anderem ein offenes Problem von Henri Poincaré über geodätische Kurven auf geschlossenen Flächen lösten. Auf gleichem Gebiet gelangen ihm Fortschritte mit seinem Doktoranden Abram Iljitsch Fet (Nachweis der Existenz geschlossener Geodäten in kompakten Riemannschen Mannigfaltigkeiten). 1946 erhielt Ljusternik dafür den sowjetischen Staatspreis. Er verallgemeinerte auch 1935 das Brunn-Minkowski-Theorem und schrieb einige wichtige Arbeiten über Funktionalanalysis, die ihn zu einem der Begründer der sowjetischen Schule auf diesem Gebiet machten. Nach 1942 beschäftigte er sich hauptsächlich mit der Theorie der Algorithmen und war Leiter eines der führenden sowjetischen Rechenzentren.
Zu seinen Doktoranden zählt Wladimir Sobolew, mit dem er ein Lehrbuch über Funktionalanalysis schrieb. Er schrieb auch ein Lehrbuch über topologische Verfahren in der Variationsrechnung und ein populäres Buch über einfache Variationsprobleme.
1946 wurde er zum korrespondierenden Mitglied der Akademie der Wissenschaften der UdSSR gewählt.

## Schriften
- Lasar Aronowitsch Ljusternik: Kürzeste Linien- eine Einführung in die Variationsrechnung. Berlin, VEB Verlag der Wissenschaften 1957.
- Lasar Aronowitsch Ljusternik, Wladimir Sobolew: Elemente der Funktionalanalysis. Berlin, Akademie Verlag 1955, 6. Auflage, Harri Deutsch 1979.
- Lasar Aronowitsch Ljusternik: The topology of the calculus of variations in the large. AMS 1966.
- Lasar Aronowitsch Ljusternik: Convex figures and polyhedra. Boston 1966.